# Rui Sueyoshi
Rui Sueyoshi (末吉 塁 Sueyoshi Rui?), född 26 juli 1996 i Osaka prefektur, är en japansk fotbollsspelare.
Sueyoshi började sin karriär 2019 i Montedio Yamagata.